# Лауреати Державної премії України в галузі науки і техніки (1994)
Державна премія України в галузі науки і техніки — лауреати 1994 року.
На підставі подання Комітету з Державних премій України в галузі науки і техніки Президент України Леонід Кучма видав Указ № 810/94 від 28 грудня 1994 року «Про присудження Державних премій України в галузі науки і техніки 1994 року».
На 1994 рік розмір Державної премії України в галузі науки і техніки склав 100 мільйонів карбованців кожна.

## Лауреати Державної премії України в галузі науки і техніки 1994 року
| Премійована робота | Лауреати                          | Коротко про лауреата |
| --- | --------------------------------- | --- |
| Розроблення технологій та організацій виробництв сполук мангану з руд України для феритів хімічних джерел струму, герметиків, оксидно-напівпровідникових конденсаторів і композицій, що фосфатуються                     | Целінський Юрій Костянтинович     | кандидат хімічних наук, провідний науковий співробітник Державного науково-дослідного інституту реактивів та матеріалів для електронної техніки                       |
| Розроблення технологій та організацій виробництв сполук мангану з руд України для феритів хімічних джерел струму, герметиків, оксидно-напівпровідникових конденсаторів і композицій, що фосфатуються                     | Абрамов Леонід Олександрович      | кандидат технічних наук, завідувач сектора Державного науково-дослідного інституту реактивів та матеріалів для електронної техніки                                    |
| Розроблення технологій та організацій виробництв сполук мангану з руд України для феритів хімічних джерел струму, герметиків, оксидно-напівпровідникових конденсаторів і композицій, що фосфатуються                     | Бутузов Геннадій Миколайович      | кандидат хімічних наук, директор Державного науково-дослідного інституту реактивів та матеріалів для електронної техніки                                              |
| Розроблення технологій та організацій виробництв сполук мангану з руд України для феритів хімічних джерел струму, герметиків, оксидно-напівпровідникових конденсаторів і композицій, що фосфатуються                     | Шабанов Анатолій Іванович         | заступник начальника цеху виробничого об'єднання «Придніпровський хімічний завод»                                                                                     |
| Розроблення технологій та організацій виробництв сполук мангану з руд України для феритів хімічних джерел струму, герметиків, оксидно-напівпровідникових конденсаторів і композицій, що фосфатуються                     | Болков Олександр Федорович        | керівник групи виробничого об'єднання «Придніпровський хімічний завод»                                                                                                |
| Розроблення технологій та організацій виробництв сполук мангану з руд України для феритів хімічних джерел струму, герметиків, оксидно-напівпровідникових конденсаторів і композицій, що фосфатуються                     | Степанов Андрій Юрійович          | заступник начальника цеху виробничого об'єднання «Придніпровський хімічний завод»                                                                                     |
| Розроблення технологій та організацій виробництв сполук мангану з руд України для феритів хімічних джерел струму, герметиків, оксидно-напівпровідникових конденсаторів і композицій, що фосфатуються                     | Новоселов Анатолій Андрійович     | начальник цеху виробничого об'єднання «Придніпровський хімічний завод»                                                                                                |
| Розроблення технологій та організацій виробництв сполук мангану з руд України для феритів хімічних джерел струму, герметиків, оксидно-напівпровідникових конденсаторів і композицій, що фосфатуються                     | Коровін Юрій Федорович            | доктор технічних наук, генеральний директор виробничого об'єднання «Придніпровський хімічний завод»                                                                   |
| Праця «Рентгене-, оптико-акустичні явища в реальних кристалах при комбінований впливі різних фізичних полів» | Фодчук Ігор Михайлович            | кандидат фізико-математичних наук, доцент Чернівецького державного університету імені Ю. Федьковича                                                                   |
| Праця «Рентгене-, оптико-акустичні явища в реальних кристалах при комбінований впливі різних фізичних полів» | Раванський Микола Дмитрович       | доктор фізико-математичних наук, завідувач кафедри Чернівецького державного університету імені Ю. Федьковича                                                          |
| Праця «Рентгене-, оптико-акустичні явища в реальних кристалах при комбінований впливі різних фізичних полів» | Мачулін Володимир Федорович       | кандидат фізико-математичних наук, старший науковий співробітник Інституту фізики напівпровідників НАН України                                                        |
| Праця «Рентгене-, оптико-акустичні явища в реальних кристалах при комбінований впливі різних фізичних полів» | Хрупа Валерій Іванович            | доктор фізико-математичних наук, провідний науковий співробітник Інституту фізики напівпровідників НАН України                                                        |
| Праця «Рентгене-, оптико-акустичні явища в реальних кристалах при комбінований впливі різних фізичних полів» | Даценко Леонід Іванович           | доктор фізико-математичних наук, завідувач відділу Інституту фізики напівпровідників НАН України                                                                      |
| Праця «Рентгене-, оптико-акустичні явища в реальних кристалах при комбінований впливі різних фізичних полів» | Молодкін Вадим Борисович          | член-кореспондент Національної академії наук України, завідувач відділу Інституту металофізики НАН України                                                            |
| Праця «Рентгене-, оптико-акустичні явища в реальних кристалах при комбінований впливі різних фізичних полів» | Блонський Іван Васильович         | доктор фізико-математичних наук, завідувач лабораторії Інституту фізики НАН України                                                                                   |
| Праця «Рентгене-, оптико-акустичні явища в реальних кристалах при комбінований впливі різних фізичних полів» | Бродин Михайло Семенович          | академік Національної академії наук України, директор Інституту фізики НАН України                                                                                    |
| Розроблення науково-методичних основ та створення прогресивної високопродуктивної бази автоматизації промислового експерименту                                                                                           | Кісельов Альберт Дмитрович        | головний конструктор Авіаційного науково-технічного комплексу імені О. К. Антонова                                                                                    |
| Розроблення науково-методичних основ та створення прогресивної високопродуктивної бази автоматизації промислового експерименту                                                                                           | Руденко Микола Васильович         | кандидат технічних наук, провідний конструктор Авіаційного науково-технічного комплексу імені О. К. Антонова                                                          |
| Розроблення науково-методичних основ та створення прогресивної високопродуктивної бази автоматизації промислового експерименту                                                                                           | Зінченко Валерій Петрович         | кандидат технічних наук, начальник бригади Авіаційного науково-технічного комплексу імені О. К. Антонова                                                              |
| Розроблення науково-методичних основ та створення прогресивної високопродуктивної бази автоматизації промислового експерименту                                                                                           | Горін Фелікс Миколайович          | кандидат технічних наук, учений секретареві відділення Інституту кібернетики імені В. М. Глушкова НАН України                                                         |
| Розроблення науково-методичних основ та створення прогресивної високопродуктивної бази автоматизації промислового експерименту                                                                                           | Єгіпко Володимир Михайлович       | доктор технічних наук, завідувач відділу Інституту кібернетики імені В. М. Глушкова НАН України                                                                       |
| Розроблення науково-методичних основ та створення прогресивної високопродуктивної бази автоматизації промислового експерименту                                                                                           | Радченко Станіслав Григорович     | кандидат технічних наук, доцент Київського політехнічного інституту                                                                                                   |
| Розроблення науково-методичних основ та створення прогресивної високопродуктивної бази автоматизації промислового експерименту                                                                                           | Бєлоусов Борис Миколайович        | кандидат фізико-математичних наук, доцент Київського політехнічного інституту                                                                                         |
| Розроблення науково-методичних основ та створення прогресивної високопродуктивної бази автоматизації промислового експерименту                                                                                           | Туз Юліан Михайлович              | доктор технічних наук, завідувач кафедри Київського політехнічного інституту                                                                                          |
| Цикл наукових праць «Теорія сплайнів та її застосування в оптимізації наближень» | Лігун Анатолій Олександрович      | доктор фізико-математичних наук, завідувач кафедри Дніпродзержинського індустріального інституту                                                                      |
| Цикл наукових праць «Теорія сплайнів та її застосування в оптимізації наближень» | Великін Валерій Лазарович         | кандидат фізико-математичних наук, доцент Дніпропетровського державного університету                                                                                  |
| Цикл наукових праць «Теорія сплайнів та її застосування в оптимізації наближень» | Бабенко Владислав Федорович       | доктор фізико-математичних наук, завідувач кафедри Дніпропетровського державного університету                                                                         |
| Цикл наукових праць «Теорія сплайнів та її застосування в оптимізації наближень» | Моторний Віталій Павлович         | доктор фізико-математичних наук, завідувач кафедри Дніпропетровського державного університету                                                                         |
| Цикл наукових праць «Теорія сплайнів та її застосування в оптимізації наближень» | Никольський Сергій Михайлович     | академік Російської академії наук, радник дирекції Математичного інституту імені В. А. Стеклова РАН                                                                   |
| Цикл наукових праць «Теорія сплайнів та її застосування в оптимізації наближень» | Корнейчук Микола Павлович         | член-кореспондент Національної академії наук України, завідувач відділу Інституту математики НАН України                                                              |
| Цикл праць «Тектонічні карти як основа геологічного вивчення надр України» | Глушко Василь Васильович          | член-кореспондент Національної академії наук України, професор Львівського державного університету імені І. Франка                                                    |
| Цикл праць «Тектонічні карти як основа геологічного вивчення надр України» | Круглов Станіслав Сергійович      | доктор геолого-мінералогічних наук, провідний науковий співробітник Українського державного геологорозвідувального інституту                                          |
| Цикл праць «Тектонічні карти як основа геологічного вивчення надр України» | Вишняков Ігор Борисович           | кандидат геолого-мінералогічних наук, провідний науковий співробітник Українського державного геологорозвідувального інституту                                        |
| Цикл праць «Тектонічні карти як основа геологічного вивчення надр України» | Крилов Микола Олексійович         | доктор геолого-мінералогічних наук, директор Інституту геології та розробки горючих копалин Російської академії наук                                                  |
| Цикл праць «Тектонічні карти як основа геологічного вивчення надр України» | Буров Віктор Сергійович           | кандидат геолого-мінералогічних наук /посмертно/ |
| Цикл праць «Тектонічні карти як основа геологічного вивчення надр України» | Распопова Міра Георгіївна         | кандидат геолого-мінералогічних наук /посмертно/ |
| Цикл праць «Тектонічні карти як основа геологічного вивчення надр України» | Самарський Олександр Дем'янович   | кандидат геолого-мінералогічних наук /посмертно/ |
| Цикл праць «Тектонічні карти як основа геологічного вивчення надр України» | Утробін В'ячеслав Миколайович     | геолог /посмертно/ |
| Праця «Патогенез, діагностика та хірургічне лікування аневризм черевної аорти» | Сухарев Іван Іванович             | доктор медичних наук, завідувач відділу Інституту клінічної та експериментальної хірургії Академії медичних наук України                                              |
| Праця «Патогенез, діагностика та хірургічне лікування аневризм черевної аорти» | Григораш Георгій Андрійович       | доктор медичних наук, завідувач лабораторії Інституту клінічної та експериментальної хірургії Академії медичних наук України                                          |
| Праця «Патогенез, діагностика та хірургічне лікування аневризм черевної аорти» | Гомоляко Ірина Володимирівна      | доктор медичних наук завідувач лабораторії Інституту клінічної та експериментальної хірургії Академії медичних наук України                                           |
| Праця «Патогенез, діагностика та хірургічне лікування аневризм черевної аорти» | Зубков Віктор Іванович            | кандидат медичних наук, завідувач відділу Інституту клінічної та експериментальної хірургії Академії медичних наук України                                            |
| Праця «Патогенез, діагностика та хірургічне лікування аневризм черевної аорти» | Нікульніков Павло Іванович        | кандидат медичних наук, старший науковий співробітник Інституту клінічної та експериментальної хірургії Академії медичних наук України                                |
| Праця «Патогенез, діагностика та хірургічне лікування аневризм черевної аорти» | Черняк Віктор Анатолійович        | кандидат медичних наук, науковий співробітник Інституту клінічної та експериментальної хірургії Академії медичних наук України                                        |
| Праця «Патогенез, діагностика та хірургічне лікування аневризм черевної аорти» | Чиркова Ірина Валеріївна          | кандидат медичних наук, лікареві Інституту клінічної та експериментальної хірургії Академії медичних наук України                                                     |
| Праця «Патогенез, діагностика та хірургічне лікування аневризм черевної аорти» | Нікішин Леонід Федорович          | кандидат медичних наук, доцент Київського інституту вдосконалення лікарів                                                                                             |
| Розроблення наукових основ створення нового покоління матеріалів, технології та устаткування для електроіскрового зміцнення деталей машин та інструментів та їх освоєння у промисловості                                 | Ковальченко Михайло Савич         | доктор технічних наук, завідувач відділу Інституту проблем матеріалознавства імені І. М. Францевича НАН України                                                       |
| Розроблення наукових основ створення нового покоління матеріалів, технології та устаткування для електроіскрового зміцнення деталей машин та інструментів та їх освоєння у промисловості                                 | Ткаченко Юрій Григорович          | кандидат технічних наук, завідувач лабораторії Інституту проблем матеріалознавства імені І. М. Францевича НАН України                                                 |
| Розроблення наукових основ створення нового покоління матеріалів, технології та устаткування для електроіскрового зміцнення деталей машин та інструментів та їх освоєння у промисловості                                 | Паустовський Олександр Васильович | кандидат технічних наук, завідувач лабораторії Інституту проблем матеріалознавства імені І. М. Францевича НАН України                                                 |
| Розроблення наукових основ створення нового покоління матеріалів, технології та устаткування для електроіскрового зміцнення деталей машин та інструментів та їх освоєння у промисловості                                 | Бовкун Галина Олександрівна       | кандидат технічних наук, старший науковий співробітник Інституту проблем матеріалознавства імені І. М. Францевича НАН України                                         |
| Розроблення наукових основ створення нового покоління матеріалів, технології та устаткування для електроіскрового зміцнення деталей машин та інструментів та їх освоєння у промисловості                                 | Костюк Анатолій Іванович          | кандидат технічних наук, завідувач лабораторії Інституту надтвердих матеріалів імені В. М. Бакуля НАН України                                                         |
| Розроблення наукових основ створення нового покоління матеріалів, технології та устаткування для електроіскрового зміцнення деталей машин та інструментів та їх освоєння у промисловості                                 | Голубець Володимир Михайлович     | доктор технічних наук, завідувач кафедри Українського державного лісотехнічного університету                                                                          |
| Розроблення наукових основ створення нового покоління матеріалів, технології та устаткування для електроіскрового зміцнення деталей машин та інструментів та їх освоєння у промисловості                                 | Власов Володимир Миколайович      | директор Луганського проектно-технологічного інституту машинобудування                                                                                                |
| Розроблення наукових основ створення нового покоління матеріалів, технології та устаткування для електроіскрового зміцнення деталей машин та інструментів та їх освоєння у промисловості                                 | Анісімов Геннадій Миколайович     | провідний інженер Луганського проектно-технологічного інституту машинобудування                                                                                       |
| Цикл праць «Дослідження та розроблення субміліметрових молекулярних лазерів з оптичним накачуванням» | Свіч Василь Антонович             | доктор фізико-математичних наук, ректор Харківського державного університету                                                                                          |
| Цикл праць «Дослідження та розроблення субміліметрових молекулярних лазерів з оптичним накачуванням» | Дюбко Станіслав Пилипович         | доктор фізико-математичних наук, професор Харківського державного університету                                                                                        |
| Цикл праць «Дослідження та розроблення субміліметрових молекулярних лазерів з оптичним накачуванням» | Єфремов Віктор Олексійович        | кандидат фізико-математичних наук, доцент Харківського державного університету                                                                                        |
| Цикл праць «Дослідження та розроблення субміліметрових молекулярних лазерів з оптичним накачуванням» | Герасімов Василь Герасимович      | кандидат фізико-математичних наук, старший науковий співробітник Харківського державного університету                                                                 |
| Цикл праць «Дослідження та розроблення субміліметрових молекулярних лазерів з оптичним накачуванням» | Покормях Микола Григорович        | кандидат фізико-математичних наук, старший науковий співробітник Харківського державного університету                                                                 |
| Цикл праць «Дослідження та розроблення субміліметрових молекулярних лазерів з оптичним накачуванням» | Топков Олександр Миколайович      | кандидат фізико-математичних наук, старший науковий співробітник Харківського державного університету                                                                 |
| Цикл праць «Дослідження та розроблення субміліметрових молекулярних лазерів з оптичним накачуванням» | Єфименко Михайло Никифорович      | науковий співробітник Харківського державного університету |
| Цикл праць «Дослідження та розроблення субміліметрових молекулярних лазерів з оптичним накачуванням» | Фесенко Леонід Дмитрович          | кандидат фізико-математичних наук, завідувач кафедри Харківського інженерно-педагогічного інституту                                                                   |
| Розроблення та впровадження нових технологічних процесів виробництва прокатних валків і борошномельних вальців високої експлуатаційної надійності                                                                        | Будаг'янц Микола Абрамович        | доктор технічних наук, генеральний директор Лутугінського об'єднання з виробництва валків                                                                             |
| Розроблення та впровадження нових технологічних процесів виробництва прокатних валків і борошномельних вальців високої експлуатаційної надійності                                                                        | Кондратенко Віктор Іванович       | головний інженер Лутугінського об'єднання з виробництва валків |
| Розроблення та впровадження нових технологічних процесів виробництва прокатних валків і борошномельних вальців високої експлуатаційної надійності                                                                        | Дяченко Юрій Васильович           | директор заводу Лутугінського об'єднання з виробництва валків |
| Розроблення та впровадження нових технологічних процесів виробництва прокатних валків і борошномельних вальців високої експлуатаційної надійності                                                                        | Сирота Олександр Олексійович      | головний металург Лутугінського об'єднання з виробництва валків |
| Розроблення та впровадження нових технологічних процесів виробництва прокатних валків і борошномельних вальців високої експлуатаційної надійності                                                                        | Скобло Тамара Семенівна           | доктор технічних наук, професор Харківського інституту механізації та електрифікації сільського господарства                                                          |
| Розроблення та впровадження нових технологічних процесів виробництва прокатних валків і борошномельних вальців високої експлуатаційної надійності                                                                        | Сідашенко Олександр Іванович      | кандидат технічних наук, завідувач кафедри Харківського інституту механізації та електрифікації сільського господарства                                               |
| Розроблення та впровадження нових технологічних процесів виробництва прокатних валків і борошномельних вальців високої експлуатаційної надійності                                                                        | Голубченко Анатолій Костянтинович | кандидат технічних наук, міністр промисловості України |
| Розроблення та впровадження нових технологічних процесів виробництва прокатних валків і борошномельних вальців високої експлуатаційної надійності                                                                        | Кліманчук Владислав Владиславович | кандидат технічних наук, начальник лабораторії орендного підприємства «Маріупольський металургійний комбінат імені Ілліча»                                            |
| Розроблення, освоєння серійного виробництва та впровадження щитових агрегатів для комплексної механізації виймання вугілля з крутих та крутопохилих пластів, у тий числі викидонебезпечних, широкими смугами за падінням | Косарєв Василь Васильович         | головний інженер Донецького державного проектно-конструкторського та експериментального інституту комплексної механізації шахт                                        |
| Розроблення, освоєння серійного виробництва та впровадження щитових агрегатів для комплексної механізації виймання вугілля з крутих та крутопохилих пластів, у тий числі викидонебезпечних, широкими смугами за падінням | Андрєєв Георгій Володимирович     | завідувач відділу Донецького державного проектно-конструкторського та експериментального інституту комплексної механізації шахт                                       |
| Розроблення, освоєння серійного виробництва та впровадження щитових агрегатів для комплексної механізації виймання вугілля з крутих та крутопохилих пластів, у тий числі викидонебезпечних, широкими смугами за падінням | Дьяченко Костянтин Іванович       | головний конструктор проекту Донецького державного проектно-конструкторського та експериментального інституту комплексної механізації шахт                            |
| Розроблення, освоєння серійного виробництва та впровадження щитових агрегатів для комплексної механізації виймання вугілля з крутих та крутопохилих пластів, у тий числі викидонебезпечних, широкими смугами за падінням | Васильєв Григорій Григорович      | кандидат технічних наук, колишній провідний конструктор Донецького державного проектно-конструкторського та експериментального інституту комплексної механізації шахт |
| Розроблення, освоєння серійного виробництва та впровадження щитових агрегатів для комплексної механізації виймання вугілля з крутих та крутопохилих пластів, у тий числі викидонебезпечних, широкими смугами за падінням | Малюга Михайло Федорович          | кандидат технічних наук, генеральний директор Артемівського виробничого об'єднання по видобутку вугілля                                                               |
| Розроблення, освоєння серійного виробництва та впровадження щитових агрегатів для комплексної механізації виймання вугілля з крутих та крутопохилих пластів, у тий числі викидонебезпечних, широкими смугами за падінням | Мельничук Юрій Омелянович         | кандидат технічних наук, директор Комплексного науково-дослідного та проектно-конструкторського інституту з проблем Центрального району Донбасу                       |
| Розроблення, освоєння серійного виробництва та впровадження щитових агрегатів для комплексної механізації виймання вугілля з крутих та крутопохилих пластів, у тий числі викидонебезпечних, широкими смугами за падінням | Константинов Євген Семенович      | директор Дружківського машинобудівного заводу |
| Розроблення, освоєння серійного виробництва та впровадження щитових агрегатів для комплексної механізації виймання вугілля з крутих та крутопохилих пластів, у тий числі викидонебезпечних, широкими смугами за падінням | Скафа Борис Пилипович             | кандидат технічних наук, колишній завідувач лабораторії Донецького науково-дослідного вугільного інституту                                                            |
| Цикл наукових праць «Теорія розрахунку просторових конструкцій будівель і споруд на статичні та динамічні навантаження»                                                                                                  | Шимановський Віталій Миколайович  | член-кореспондент Національної академії наук України, гол правління відкритого акціонерного товариства «УкрВДІпроектетальконструкція»                                 |
| Цикл наукових праць «Теорія розрахунку просторових конструкцій будівель і споруд на статичні та динамічні навантаження»                                                                                                  | Лобанов Леонід Михайлович         | член-кореспондент Національної академії наук України, заступник директора Інституту електрозварювання імені Є. О. Патона НАН України                                  |
| Цикл наукових праць «Теорія розрахунку просторових конструкцій будівель і споруд на статичні та динамічні навантаження»                                                                                                  | Немчинов Юрій Іванович            | доктор технічних наук, заступник директора Науково-дослідного інституту будівельних конструкцій                                                                       |
| Цикл наукових праць «Теорія розрахунку просторових конструкцій будівель і споруд на статичні та динамічні навантаження»                                                                                                  | Дехтяр Анатолій Соломонович       | доктор технічних наук, завідувач кафедри Українського транспортного університету                                                                                      |
| Цикл наукових праць «Теорія розрахунку просторових конструкцій будівель і споруд на статичні та динамічні навантаження»                                                                                                  | Піскунов Вадим Георгійович        | доктор технічних наук, завідувач кафедри Українського транспортного університету                                                                                      |
| Цикл наукових праць «Теорія розрахунку просторових конструкцій будівель і споруд на статичні та динамічні навантаження»                                                                                                  | Рассказов Олександр Олегович      | доктор технічних наук, завідувач кафедри Українського транспортного університету                                                                                      |
| Цикл наукових праць «Теорія розрахунку просторових конструкцій будівель і споруд на статичні та динамічні навантаження»                                                                                                  | Чибіряков Валерій Кузьмич         | доктор технічних наук, професор Київського державного технічного університету будівництва і архітектури                                                               |
| Створення, впровадження у серійне виробництво та експлуатацій транспортних літаків Ан-72, Ан-74 | Ківа Дмитро Семенович             | доктор технічних наук, перший заступник генерального конструктора Авіаційного науково-технічного комплексу імені О. К. Антонова                                       |
| Створення, впровадження у серійне виробництво та експлуатацій транспортних літаків Ан-72, Ан-74 | Пустовойтов Валентин Петрович     | доктор технічних наук, провідний конструктор Авіаційного науково-технічного комплексу імені О. К. Антонова                                                            |
| Створення, впровадження у серійне виробництво та експлуатацій транспортних літаків Ан-72, Ан-74 | Шитиков Герман Федорович          | кандидат технічних наук, начальник бригади Авіаційного науково-технічного комплексу імені О. К. Антонова                                                              |
| Створення, впровадження у серійне виробництво та експлуатацій транспортних літаків Ан-72, Ан-74 | Гіндін Гіліл Пейсахович           | начальник відділу Авіаційного науково-технічного комплексу імені О. К. Антонова                                                                                       |
| Створення, впровадження у серійне виробництво та експлуатацій транспортних літаків Ан-72, Ан-74 | Данильченко Віктор Олексійович    | начальник відділу Авіаційного науково-технічного комплексу імені О. К. Антонова                                                                                       |
| Створення, впровадження у серійне виробництво та експлуатацій транспортних літаків Ан-72, Ан-74 | Нікітін Валентин Михайлович       | провідний конструктор Авіаційного науково-технічного комплексу імені О. К. Антонова                                                                                   |
| Створення, впровадження у серійне виробництво та експлуатацій транспортних літаків Ан-72, Ан-74 | Повалій Юрій Іванович             | провідний конструктор Авіаційного науково-технічного комплексу імені О. К. Антонова                                                                                   |
| Створення, впровадження у серійне виробництво та експлуатацій транспортних літаків Ан-72, Ан-74 | Васильченко Лев Петрович          | генеральний директор Харківського державного авіаційного виробничого підприємства                                                                                     |
| Цикл наукових праць «Промислова кристалізація цукрози» | Гулий Іван Степанович             | академік Української академії аграрних наук, ректор Українського державного університету харчових технологій                                                          |
| Цикл наукових праць «Промислова кристалізація цукрози» | Сіренко Сергій Іванович           | кандидат технічних наук, професор Українського державного університету харчових технологій                                                                            |
| Цикл наукових праць «Промислова кристалізація цукрози» | Кот Юрій Дмитрович                | доктор технічних наук, старший науковий співробітнику-консультанту Українського науково-дослідного інституту цукрової промисловості                                   |
| Цикл наукових праць «Промислова кристалізація цукрози» | Сущенко Анатолій Костянтинович    | кандидат технічних наук, завідувач відділу Українського науково-дослідного інституту цукрової промисловості                                                           |
| Цикл наукових праць «Промислова кристалізація цукрози» | Кравчук Анатолій Федорович        | завідувач відділу Українського науково-дослідного інституту цукрової промисловості                                                                                    |
| Цикл наукових праць «Промислова кристалізація цукрози» | Штангеєв Валерій Остапович        | кандидат технічних наук, генеральний директор науково-виробничого об'єднання «Цукор»                                                                                  |
| Цикл наукових праць «Промислова кристалізація цукрози» | Бажал Іван Гаврилович             | доктор технічних наук /посмертно/ |
| Цикл наукових праць «Промислова кристалізація цукрози» | Попов Володимир Дмитрович         | доктор технічних наук /посмертно/ |
| Підручник «Гістологія людини» /Львів: Мир, 1992/ | Луцик Олександр Дмитрович         | доктор медичних наук, завідувач кафедри Львівського державного медичного інституту                                                                                    |
| Підручник «Гістологія людини» /Львів: Мир, 1992/ | Іванова Антоніна Йосифівна        | кандидат медичних наук, доцент Львівського державного медичного інституту                                                                                             |
| Підручник «Гістологія людини» /Львів: Мир, 1992/ | Кабак Костянтин Степанович        | доктор медичних наук, колишній завідувач кафедри Українського державного медичного університету імені академіка О. О. Богомольця                                      |
| Підручник «Підйомно-транспортні машини» /К.: Вища школа, 1993/ | Іванченко Федір Кіндратович       | член-кореспондент Національної академії наук України, професор Київського політехнічного інституту                                                                    |